# جانيت وايس
جانيت وايس (بالإنجليزية: Janet Weiss)‏ هي طبالة وموسيقية أمريكية، ولدت في 24 سبتمبر 1965 في هوليوود في الولايات المتحدة.

## وصلات خارجية
- الموقع الرسمي
- جانيت وايس على موقع IMDb (الإنجليزية)
- جانيت وايس على موقع الموسوعة البريطانية (الإنجليزية)
- جانيت وايس على موقع ميوزك برينز (الإنجليزية)
- جانيت وايس على موقع أول ميوزيك (الإنجليزية)
- جانيت وايس على موقع ديسكوغز (الإنجليزية)